# 神不在的星期天
《神不在的星期天》為入江君人著作，茨乃負責插畫的日本輕小說作品。簡稱「神不在」、「神日」，作品榮獲第二十一回「Fantasia大賞」的大賞。日文版第一卷由富士見書房於2010年1月25日出版發行。繁體中文版由台灣角川代理發行，譯者邱锺仁；简体中文版由天闻角川代理發行，采用台译。漫畫版在《月刊Dragon Age》連載，單行本由富士見書房於2011年6月9日出版發行。廣播劇CD於2010年12月29日由Marine Entertainment發行。於2013年宣佈動畫化。

## 故事大綱
星期一，神創造了世界。在連虛無概念都不存在的地方創造出有與無。
星期二，神劃分條理與混沌。定義出自由與不自由，決定了根本的大方向。
星期三，神調整細微的數值。繁瑣的作業帶來了美妙的多樣性。
星期四，神允許時間流動。數值爆炸性增長，創造出了原初的乳水。
星期五，神看盡世上每一個角落。過了數以億計的時光，世界開拓得十分理想。神愛上了這個世界。
星期六，神休息。上百億的空間與光一同過去了。
接著，星期天，神捨棄了世界。
十五年前，神突然出現在人們面前說道：「黃泉已經客滿，這個世界也很快就會走到盡頭了。唉，搞砸了。」
神只留下這句話便消失無蹤。當時人類正大肆歌詠春天般的世界，自然是嚇得直發抖。
他們這種種族還活不到一億年，第一次見到神，但神跟他們說的第一句話，卻是要跟他們道別。

從這一天起，人類不再死去。
即使心臟停止跳動、肉已潰爛，死人仍然繼續活動。
從這一天起，人類不再出生。
仿佛造人的工廠就此停工，再也不制造新的人類。

人類在神離開後的世界嘶吼，上億的人們嘶吼著，直至口吐鮮血、瀕臨死亡為止。
活人轉眼間迅速變少，整個世界充斥著死人。

後來守墓人出現了。

守墓人是神送給人類的最後一個奇跡。
守墓人不會變老，也不知疲勞為何物。
神賦予他們人類所能想像最完美的身體，讓他們建造墳墓，埋葬四處游蕩的死人，避免打擾活人的安穩。
到了這時，人們才總算得以放心入睡。

“所以讓死人能夠安眠，就是守墓人的工作。”

這一天，「守墓人」艾遇見了她的命運。
在她面前出現了一名有著紅寶石般眼睛與驚人美貌，自稱食人玩具的銀髮少年——
守護世界末日的少女與不斷獵殺死者的少年，在末日世界等待小小的奇蹟發生。

## 登場人物
※電視動畫與廣播劇CD聲優皆相同（「哈娜」以外）。

### 主要角色
艾·亞斯汀（聲：豐崎愛生）
本作主角。死者之谷出身的守墓人與人類的混血兒。12歲，15年前開始人不再出生，卻出生於這15年間，自幼喪母，由耀基照顧長大。有着一雙綠色的眼睛，經常載著草帽和象徵著守墓人的鏟子。雖是守墓人，卻沒有偵察死人的能力。
在「食人玩具」毀滅村莊之後，出發旅行尋找拯救世界的方法。很喜歡睡，經常夢到食物。想法很孩子氣。
後來自己察覺其實村莊裡的人全部都是死者，但村里的人卻裝作生者一直欺騙著她，耀基和安娜也對此感到很愧疚。也因此艾會認為奇茲納·亞斯汀和疤面特別美麗，是因為自己第一次看到活人（不包括自己的母親的話）。
從尤力的照片和母親說過的話得知奇茲納是自己的父親，決定要拯救他。
最後親手埋葬了自己的父親。下定決心要成為真正的守墓人。
視齊利科和巫拉為自己最初的朋友，非常關心他們。
因為從小被身邊的人欺騙著，看到與自己有相似處境的巫拉無法放下心，選擇告訴她一切真相。
巫拉對艾說過「妳是自由的人，討厭籠子，是在天空自由飛翔的鳥兒，但我不是」。
離開封印都市後，拯救世界的夢想產生動搖。
漢普尼・韓伯特（食人玩具）／奇茲納·亞斯汀（聲：浪川大輔）
擁有紅寶石般的眼睛與驚人美貌的銀髮少年。專門狩獵還沒入土安息的死者，因而來到了死者之谷。
本來（15年前）患有白化症，沒法在陽光下直接活動。自15年前事件後不老不死，因為許下「希望這一天永遠持續下去」的願望，每一次死後也會自動回復正常狀態，所以有在每次累倒和受傷時也自殺的習慣。夢想是能像個正常人般幸福的死去。如果在情緒極度激動的情況下死去則會忘記死前發生的事。
本名到死前才揭曉。是艾的親生父親。深愛著哈娜，也就是艾的母親。但初時並沒有認出艾是他的女兒。
在和艾相認後因夢想已經實現而死去。變為死者復活後陪艾玩耍，盡到了父親的責任，最後被艾所埋葬。死時還帶著了無遺憾的笑容。
艾曾對尤力說過「那個人（指奇茲納）雖然有時很過分，但意外地怕寂寞，也很彆扭。」。
雖然很暴力，卻不會毫無理由的殺人，也不喜歡把無關聯的人牽扯進來。曾為了救艾把她踢下水。
疤面（聲：能登麻美子）
女性守墓人。稱艾為比自己高階的個體，對艾唯命是從。在右眉有一道疤痕，與艾一起旅行。在死者之國時身體不適，隱隱約約聽到某人呼喚她的聲音，被「缺陷五芒星」紅雪診斷為假懷孕。之後遇見仍是胎兒狀態的瑟莉卡後使瑟莉卡解除沉睡而"誕生"，疤面於是成了瑟莉卡的母親，巫拉也稱姊姊的母親疤面為媽媽。
自從成了瑟莉卡的母親後疤面的情緒就越來越不穩定，像年紀輕輕就當上媽媽的少女，夾在母親與守墓人這兩個身分間掙扎。在第三集艾被困在葛拉少年矯正學校時，被蒂伊的耳語煽動，棄養瑟莉卡，前往「世界塔」，想變回原本的「守墓人」。後在艾與尤力的勸說下體認到自己已經不可能變回守墓人，接受尤力的邀請重新加入一行人。
在《守墓人大全（第48版）》中名為哈特斯東家族。
尤力·沙克馬·迪米特里耶維奇（聲：藤原啟治）
食人玩具的舊友。現在與艾一起旅行。
妻子在七年前死亡，其後藏起妻子與女兒一起生活，而一年後被食人玩具消滅，而女兒諾艾蜜在一個月前染病去世。本來帶著自殺的念頭去找漢普尼為妻子報仇。但在漢普尼死後決定和艾踏上旅程，代為照顧艾。
據說自從踏上旅程後，抱著頭煩惱的動作越來越熟練了。
在世界塔面對艾的質問「會陪我走到哪裡？」，坦白會直到她放棄拯救世界為止，而不在乎艾是否真能實現夢想，只希望她能幸福。後直言將艾與瑟莉卡視如己出（合計亡女諾艾蜜與巫拉為四姊妹），真心視她們為家人，並在疤面迷惘時強行要求她「閉上嘴跟我來就對了！」。

### 死者之谷
是一個以艾自身的守墓人駐守能力，逃過被其它守墓人滅殺的47名死人村落。後來被食人玩具所毀滅。
哈娜（聲：後藤邑子（廣播劇CD）、佐藤利奈（電視動畫））
艾的親生母親，本名阿爾法，原初代守墓者。打造了天堂（死者之谷），在艾五歲時死亡。很不會吹口哨、很不會烹饪，很會吃，手明明很巧，卻偏偏不會綁鞋帶。
耀基（聲：野島裕史）
死者之谷中除了艾之外唯一的活人。與安娜為夫妻，訓起話來又冗長又無聊，被村人稱之為耀基震怒，艾的養父。最後與安娜雙雙殉情，由艾把他跟安娜埋在同一個墓穴中。
安娜（聲：渡邊明乃）
艾的養母。
猶特（聲：丸山咏二）
村子裡的老鐵匠。為了保護艾而被食人玩具擊斃。

### 歐塔斯
齊利科·茲布雷斯卡（聲：柿原徹也）
男性。十三年前被製作出來，死者之國的居民。是在魔女的幫助下，用缺陷五芒星生前的肉體拼湊出來的第六人，自稱死人。身體上和活人沒有分別，需要吃喝和便溺。但不會被巫拉公主的能力所殺死。雖然是死者，但守墓人無法辨識出來。
從第一次見到巫拉時便喜歡上她，一直對巫拉隱瞞著她的能力，認為這是在保護她。並說等到世上所有人死去後，巫拉的能力即失去意義，卻被艾反駁。
個性有點彆扭、不坦率。過於認真嚴肅，看到艾對初次見面的公主巫拉過於親密的舉動完全無法接受。但其實本性善良溫柔，想要保護巫拉，對艾也懷抱著一份友誼之心。
巫拉·艾留斯·赫克馬蒂卡（聲：小松未可子）
死者公主。死亡的化身，歐塔斯居民中唯一的活人，是一位黑髮少女。權力象徵是黃金權杖，卻被歐塔斯的老人順勢剝奪並神化，使她失去身為「公主」的權力。
和艾很合得來。聽到她的聲音，被她看到或被觸摸到的人都會死亡。因為能力的關係，在公開場合時總是戴上口辔與眼罩。
自己的能力一直被隱瞞著，先前早已察覺異樣，但因她善良的性格而沒有拆穿，後來被艾揭發了一切。後來說是出生時接受了母親「殺人」的願望，所以化為死神。
說過唯一遺憾的是無法看到艾的長相，也無法擁抱艾。於是抱住齊利科，再讓齊利科擁抱艾，藉此感受溫暖。
個性非常溫柔且擁有慈悲之心，把齊利科和艾視為重要的人，不希望他們露出悲傷的表情。
知道自己的能力對人有害甚至會奪取別人性命時，也認真思考過，但看到亡者露出釋懷、解脫的表情，開始覺得死亡也許並不是那麼壞的事情。
為了幫助疤面與瑟莉卡逃離歐塔斯，在群眾的協助下抵禦追兵（死靈兵），之後藏匿於商業鉅子在歐塔斯鬧區的北區老市街的一棟房屋中，向齊利科承諾要當上歐塔斯的王。
第三集伏筆：後被冠上永逝神代天冥王的稱號。
缺陷五芒星
為歐塔斯的菁英。在魔女的幫助下以身體各部份製作齊利科（並死去）的五人組，之後都是以兩人拼湊成一具身體的方法活動，一直以來也是好友。將齊利科當作孩子般看待。
惡疫（聲：森なな子）
女性。歐塔斯（死者之國）的近衛隊副隊長。右半身與強攻共用身體，左半身與紅雪共用身體。為缺陷五芒星，在製造「齊利科」時被拿走髓鞘。
強攻（聲：濱田賢二）
男性。歐塔斯門特種外務官。為缺陷五芒星，左半身與惡疫共用身體，在製造「齊利科」時被拿走陽具。
紅雪（聲：柚木涼香）
女性。歐塔斯的御醫。專為歐塔斯居民醫治精神疾患，性格、語氣古怪，齊利科形容為「什麼都不好，只有醫術沒問題」。為缺陷五芒星，右半身與惡疫共用身體，在製造「齊利科」時被拿走心臟。診斷出疤面與艾是守墓人，因為怕自己陷入愛使性子與被夢想吞沒的困境而不敢面對「拯救世界的研究」。
故國
與節儉共用身體。為缺陷五芒星，是尤力的已故好友，在製造「齊利科」時被拿走左眼。曾稱齊利科不是他們所想要的孩子。
節儉
與故國共用身體。為缺陷五芒星，在製造「齊利科」時被拿走右眼。
夏德（聲：木村良平）
男性。面具師，因戴著獅子面具而被艾稱為獅子先生。與貝莉貝拉為齊利科的同學，是最後一屆的畢業生。四歲時進入歐塔斯就讀。十五歲時自願選擇死去，以繼續留在歐塔斯。
貝莉貝拉
女性。夏德的同學，也是最後一屆的畢業生。銀環劇場的演員。
瑟莉卡·赫克馬蒂卡（聲：原紗友里）
巫拉的雙胞胎姊姊，與巫拉相反，為生命的化身，唯一不受巫拉的殺人之力影響的人。在艾一行人未到達前，一直保持羊水未穿的狀態。疤面的「女兒」。
在一行人前去尋找疤面時充當「疤面雷達」。

### 葛拉鎮
是個背倚拉昆山脈的活人城鎮，建有一所學校。
妲妮亞·史威吉伍德（聲：今井麻美）
雙眼經常閉上的少女。天生失明，但具有聽出景色的能力，名為「零里眼」。
出生於一個鄉下的小鎮，自己雖對天生失明並未感到不滿，但在父母不斷為她感到悲傷後開始祈求能獲得光明，因而得到「零里眼」，不過因成為異能者而受到排擠，選擇離開父母來到葛拉學園。因為沒有面對外面世界的勇氣而不願離開，後在艾的勸說下鼓起勇氣加入逃脫計畫，最後成功與搬到大都市的父母團聚。
雙(三)胞胎
蜜蜜塔·格登堡（聲：加隈亞衣）
梅梅波·格登堡（聲：加隈亞衣）
金发碧眼，外表十分漂亮。言行輕佻，动作却很俐落。贵族出身。
原本是三胞胎，然而三女孟孟蘭西因故死去，剩下的雙胞胎許下了希望三人能永遠在一起的願望，因而得到了讓3人共享2個身體的能力，名為「1.5重人格」。
對她們而言所謂的「世界」就是姊妹三人，而她們想永遠待在這個世界。
因為沒有出去的想法與必要而自願留下，但在動畫版中則是經過考慮後加入逃脫計畫。
倫·薩吉塔留斯（聲：高橋未奈美）
藍髮藍眼的少女。具在水中呼吸的能力。
對她而言所謂的世界就是自己，而她想提升自己。
想前往海底都市「埃斯提亞」而加入逃脫計畫，逃脫後與吉吉一同為計畫存錢而開始工作。
沃拉絲·法倫（聲：原紗友里）
是實習屍體調整師（Plastinator）。原本待在『屍體之王及其眷屬』的商隊中，但被獵死人集團捕捉後，流放到學校。曾遇上隧道崩塌意外，在受困時顯現出「超握力」的特異功能。與哈迪是情侶關係。
對她而言所謂的世界就是哈迪，而她想愛這個世界。
逃脫後為追上『屍體之王及其眷屬』商隊而與哈迪向艾等人告別。
吉吉·托特奇（聲：小岩井小鳥）
別稱「冬蛙」，年齡22歲但外表卻只有12歲的少年，自稱艾爾哈人。曾在暴風雪中和父母失散，自己以「冬眠」的特異功能沉睡了10年。能夠在水中冬眠。
對他而言所謂的世界就是艾爾哈群山，而他想守護這個世界。
哈迪（聲：河西健吾）
別稱「吃泥人」，曾經歷飢餓臨死的狀況而獲得將無機物質轉化為營養並攝取的能力。
對他而言所謂的世界就是「大家都吃得飽」，而他想實現這個世界。
逃脫後為追上『屍體之王及其眷屬』商隊而與沃拉絲向艾等人告別。
瑪珍達·豪森特（聲：慶長佑香）
學園講師兼舍監。
對她而言所謂的世界就是學園，而她想守護這個世界。

### 世界塔
拉其·謝羅
死人。
米蘭夏
死人少女，愛上了守墓人麥克。
麥克
守墓人。

### 歐斯提亞
歐斯提亞少年少女學校三年四班。共有18名學生。
艾利斯·卡勒（聲：內山昂輝）
與艾一樣想要拯救世界的紅髮少年。藉由蒂伊得知了吉吉想要離開葛拉學院的願望，於是轉入葛拉學院並策劃逃脫，結果在挖地道時被蒂伊算計而挖進女子澡堂，被女孩們施以各種用毛巾跟熱水進行的酷刑。
常說要以毀滅世界的方式來拯救世界，其實他最大的目的是為了解放被困在封印都市「歐斯提亞」的同學們，在世界各地尋找可能可以破除這個奇蹟的人並把其帶入歐斯提亞之中（偶而還會帶進一些走投無路的人），但至今都沒有成功。遇上艾後就開始評估她成功的可能性，在世界塔事件之後正式拜託她拯救歐斯提亞。
能力為「手槍剋星（BUZZER BEATER）」，能將任何物體送到任何地方，也就是百分之百的命中率。能力起於艾利斯在籃球隊時祈望能進球的心願，但在獲得這種可說是作弊的能力後，艾利斯不得不放棄他最喜歡的籃球。
14年前事故中真正的死者，為拯救從窗戶跌落的蒂伊而使自己摔死，他的死亡成為封印都市誕生的起點。實際上原本的艾利斯早已被守墓人埋葬，出現在艾等人眼前的是願望下的產物，因為真正的身體留在現實世界，所以出來時才有實體。很早就發現了真相，但礙於奇蹟的束縛無法說出，只能留下線索讓外界的人發現真相，最後成功由艾破解了都市的封印。原本該在封印都市破解後一同消失，但因艾許下了「希望讓艾利斯回來」的願望，產生的奇蹟讓他被帶回現實世界。
蒂伊·恩吉·史特拉特米特斯（聲：喜多村英梨）
具幽靈般能力的少女。出現在世界各地，在別人的耳邊低語，給予建言的事項小至尋物大至戰爭情資，但絕不會直接幫助他人，人稱「西方魔女」、「幽靈（Whisper）」。喜歡艾利斯。
知道封印都市的祕密，為了保護它不被破解而決心破壞外面的世界，希望讓艾利斯不再到世界上尋找可能破除封印都市的人。因為在外面沒有實體，所以在看到死亡報導後一直以為自己死於14年前的意外。之所以在現實世界沒有實體是因為身體留在封印都市中。
門希姆（聲：古川慎）
穆（聲：山本希望）
帕洛特
史菲亞
伊拉娜
凱特·安
校刊社副社長。
提賽里克
其他
維兹
校刊社社長。
馬其·克里克特
學校老師。在14年前是校刊社社長，與3年4班眾人是同屆學生（三年二班）。
賓道·格拉姆
歐斯提亞的市長。在八年前進入封印都市。
席巴·愛德華
在13年前與妻女進入封印都市。
莉特·愛德華
伊索拉·愛德華
席巴夫婦的女兒，在仍牙牙學語時進入封印都市。

### 異能者
塵
諾伊雷
馬基亞·艾雷克托斯
『破壞拳』。
『吹笛手』
『玩具兵團』

### 魔女旅團
魔女
據說因為自己喜歡所以才把五芒星人物身體連起來，所以歐塔斯居民也不願提起她。曾經拒絕了幫尤力妻子做防腐處理。「你們凡人的幸福很無聊，可是不幸就棒透了。」是她曾經說過的一句話。
夫人·特快車·軍團·擁有
死者，整個魔女旅團都屬於她身體的一部份，為了要審判艾利斯以及封印黑色平面而來到歐斯提亞，因為失敗而變得「愛使性子」，把瑟莉卡錯認成自己的孩子，最後由疤面喚醒她的意志，取回意志之後恢復正常也變回老婆婆的模樣。
蕭恩
負責魔女審判的審判長的男人。總是擺出沒有幹勁的態度。喝酒會醉得很嚴重。

## 名詞解釋
守墓人
神的使者，分成駐守和巡守兩種型態，前者會停留在同一个地方管理死人，後者則是永無止境地尋找死人。擁有偵查死者的超能力（艾和少數守墓人例外），體能也比常人高出許多，在人不再死去的時代，唯一有辦法讓死人真正安息的人，故被部分死人稱為死神。正常的守墓人雖然擁有智能，並可以正常與旁人交談並有表情，但是與人類相比缺乏感情。若有人向他們提問，則知無不言。
歐塔斯
又稱「死者之國」。是一個居住了一百萬人以上的已死者的國家。基本上移民政策是“來者不拒，去者不追”。除了“愛使性子的人”以外，原則上對于來這裏尋求庇護的死者都會接受，對活人一概不收。有很高的城牆以防止守墓人入侵，城門也兼具咒術、對外威嚇、慰靈碑等作用。
長老分為“強硬派”和“非強硬派”。前者是堅拒活人進入城內的派別。在城裡具有「熱風浴室」為死人專門在天氣潮濕時入住的場所。因為基本上不會有活人（除了公主），所以提供廁所和飲水的地方很少。
2年前曾經設有一間供活人孤兒入住的學校，但隨著最後一屆孤兒畢業後關閉。
官方語言似乎是法語。
海底都市「埃斯提亞」
艾爾哈群山
葛拉學園
世界塔（The Tower）
一座高聳入雲的高塔，內中聚集了好幾百人，個個懷有強烈但沒有實現的願望，但在無數人的相信下塔成了願望的依託，而因此塔內形成了一個「世界」，開始實現內中人們的願望。
封印都市「歐斯提亞」
由歐斯提亞少年少女學校三年四班的學生與14年前共同許下的願望所形成的封閉世界。整個城市的一切人事物在受到不可回復的破壞時會遭到「重置」，同時不斷循環著一年又多一點的時間內發生的事。而外來的人一旦進來就無法出去，而要是死去也不會作為死者復活而是真的死亡，守墓人一進來都因為沒有死者可埋而覺得使命完成並死去，另外，死者與異能者是無法進入的。
菲爾米格拉
生者的國度。
迪亞曼托
烏帕波斯

## 出版書籍

### 輕小說
| 卷数 | 富士見書房     | 富士見書房             | 台灣角川       | 台灣角川               | 天闻角川       | 天闻角川               |
| 卷数 | 發售日期       | ISBN                   | 發售日期       | ISBN                   | 發售日期       | ISBN                   |
| ---- | -------------- | ---------------------- | -------------- | ---------------------- | -------------- | ---------------------- |
| 1    | 2010年1月25日  | ISBN 978-4-8291-3477-1 | 2011年5月30日  | ISBN 978-986-28-7157-7 | 2013年4月5日   | ISBN 978-7-5356-6117-3 |
| 2    | 2010年5月25日  | ISBN 978-4-8291-3521-1 | 2011年7月29日  | ISBN 978-986-28-7236-9 | 2013年7月5日   | ISBN 978-7-5356-6270-5 |
| 3    | 2010年10月25日 | ISBN 978-4-8291-3579-2 | 2011年9月30日  | ISBN 978-986-28-7344-1 | 2013年8月5日   | ISBN 978-7-5356-6314-6 |
| 4    | 2011年2月25日  | ISBN 978-4-8291-3612-6 | 2012年1月19日  | ISBN 978-986-28-7555-1 | 2013年9月5日   | ISBN 978-7-5356-6448-8 |
| 5    | 2011年6月18日  | ISBN 978-4-8291-3649-2 | 2012年6月14日  | ISBN 978-986-28-7755-5 | 2013年10月20日 | ISBN 978-7-5356-6580-5 |
| 6    | 2011年11月19日 | ISBN 978-4-8291-3699-7 | 2012年11月23日 | ISBN 978-986-325-025-8 | 2013年12月5日  | ISBN 978-7-5356-6656-7 |
| 7    | 2012年4月20日  | ISBN 978-4-8291-3738-3 | 2013年3月13日  | ISBN 978-986-325-247-4 | 2014年5月5日   | ISBN 978-7-5403-2639-5 |
| 8    | 2013年7月20日  | ISBN 978-4-8291-3912-7 | 2014年2月20日  | ISBN 978-986-325-829-2 | 2014年10月5日  | ISBN 978-7-5403-3608-0 |
| 9    | 2014年5月20日  | ISBN 978-4-04-070110-3 | 2014年12月24日 | ISBN 978-986-366-280-8 | 2015年10月20日 | ISBN 978-7-5490-0931-2 |

### 文庫版
由角川書店（角川文庫）出版發行，封面由isuZu所畫。
| 標題 | 出版日期      | ISBN                   |
| ---- | ------------- | ---------------------- |
|      | 2013年5月25日 | ISBN 978-4-04-100841-6 |
|      | 2013年5月25日 | ISBN 978-4-04-100842-3 |
|      | 2013年7月25日 | ISBN 978-4-04-100916-1 |

### 漫畫
| 卷数 | 富士見書房    | 富士見書房             | 台灣角川       | 台灣角川               |
| 卷数 | 發售日期      | ISBN                   | 發售日期       | ISBN                   |
| ---- | ------------- | ---------------------- | -------------- | ---------------------- |
| 1    | 2011年6月9日  | ISBN 978-4-04-712728-9 | 2013年12月21日 | ISBN 978-986-325-101-9 |
| 2    | 2012年4月9日  | ISBN 978-4-04-712779-1 | 2013年1月26日  | ISBN 978-986-325-196-5 |
| 3    | 2012年11月8日 | ISBN 978-4-0471-2837-8 | 2013年5月17日  | ISBN 978-986-325-397-6 |
| 4    | 2013年8月9日  | ISBN 978-4-0471-2888-0 | 2014年2月27日  | ISBN 978-986-325-829-2 |

## 廣播劇CD
- 於2010年12月29日由Marine Entertainment發行。CD封面由輕小說的插畫師茨乃負責。

## 電視動畫
2013年7月6日開始播放。

### 製作人員
- 原作 - 入江君人
- 原作插畫 - 茨乃
- 監督 - 熊澤祐嗣[1]
- 系列構成 - 金春智子[1]
- 角色設計 - 宮前真一[1]
- 背景 - STUDIO EASTER[1]
- 音響監督 - 本山哲[1]
- 音樂 - 水谷廣實[1]
- 音樂制作 - STARCHILD
- 動畫製作 - MADHOUSE

### 主題曲
片頭曲「Birth」
作詞、作曲：山口朗彥，編曲：河合英嗣，歌：喜多村英梨
片尾曲（唱出永不完結的旋律。）
作詞、作曲、編曲：，歌：小松未可子

### 各話列表
| 集數   | 日文標題 | 中文標題     | 劇本       | 分鏡              | 演出       | 作畫監督                        |
| ------ | -------- | ------------ | ---------- | ----------------- | ---------- | ------------------------------- |
| 第1話  |          | 死者之谷I    | 金春智子   | 熊澤祐嗣          | 村岡朋美   | 宮前真一                        |
| 第2話  |          | 死者之谷II   | 金春智子   | 熊澤祐嗣          | 佐佐木純人 | 小畑賢                          |
| 第3話  |          | 死者之谷III  | 金春智子   | 岩崎太郎 熊澤祐嗣 | 橋本太郎   | 香月邦夫                        |
| 第4話  |          | 歐塔斯I      | 金春智子   | 籔田修平          | 柳瀨雄之   | 金容植                          |
| 第5話  |          | 歐塔斯II     | 金春智子   | 政木伸一          | 政木伸一   | 鈴木奈都子                      |
| 第6話  |          | 歐塔斯III    | 金春智子   | 村岡朋美          | 村岡朋美   | 玉木李枝                        |
| 第7話  |          | 葛拉學園I    | 金春智子   | 所智一            | 佐佐木純人 | 小畑賢                          |
| 第8話  |          | 葛拉學園II   | 金春智子   | 籔田修平          | 中津環     | 韓正履、趙瑛來 香月邦夫、河田泉 |
| 第9話  |          | 守墓人誕生處 | 金春智子   | 籔田修平          | 宮崎修治   | 金容植                          |
| 第10話 |          | 三年四班I    | 金春智子   | 政木伸一          | 政木伸一   | 鈴木奈都子                      |
| 第11話 |          | 三年四班II   | 金春智子   | 市村徹夫          | 村岡朋美   | 東亮太、玉木李枝                |
| 第12話 |          | 三年四班III  | 金春智子   | 熊澤祐嗣          | 松村政輝   | 韓正履、趙瑛來 宮前真一         |
| 第13話 |          | 記憶         | 橋本健太郎 | 迫井政行          | 村岡朋美   | 玉木李枝                        |

### 播放電視台
日本深夜動畫：下文記載的日本国内播放時間使用日本標準時間（UTC+9）表示。因為部分時間标识會採用30小时制，因此請留意这类超过24:00的时间，其實際播放時間為翌日清晨。
| 播放地區 | 播放電視台   | 播放日期               | 播放時間（UTC+9）         | 所屬聯播網 | 備註       |
| -------- | ------------ | ---------------------- | ------------------------- | ---------- | ---------- |
| 東京都   | TOKYO MX     | 2013年7月6日－9月21日  | 星期六 25時30分－26時00分 | 獨立UHF局  |            |
| 千葉縣   | 千葉電視台   | 2013年7月7日－9月22日  | 星期日 25時00分－25時30分 | 獨立UHF局  |            |
| 埼玉縣   | 埼玉電視台   | 2013年7月7日－9月22日  | 星期日 25時00分－25時30分 | 獨立UHF局  |            |
| 神奈川縣 | 神奈川電視台 | 2013年7月7日－9月22日  | 星期日 25時00分－25時30分 | 獨立UHF局  |            |
| 兵庫縣   | SUN電視台    | 2013年7月8日－9月23日  | 星期一 24時30分－25時00分 | 獨立UHF局  |            |
| 京都府   | KBS京都      | 2013年7月8日－9月23日  | 星期一 25時00分－25時30分 | 獨立UHF局  |            |
| 日本全國 | AT-X         | 2013年7月9日－9月24日  | 星期二 20時30分－21時00分 | 衛星電視   | 有重播     |
| 愛知縣   | 愛知電視台   | 2013年7月9日－9月24日  | 星期二 27時05分－27時35分 | 東京電視網 |            |
| 日本全國 | BS11         | 2013年7月12日－9月27日 | 星期五 23時00分－23時30分 | 衛星電視   | ANIME+節目 |

## 外部連結
- （日語） 富士見Fantasia文庫 － 日本出版社官方網站
- （日語） Marine Entertainment － 廣播劇出版社官方網站
- （日語） 電視動畫官方網站 （页面存档备份，存于）
- （繁體中文） 台灣角川[] － 中文版出版社官方網站
- （繁體中文） 「神不在的星期天」台灣官網 （页面存档备份，存于）